# 25129 Uranoscope
25129 Uranoscope è un asteroide della fascia principale. Scoperto nel 1998, presenta un'orbita caratterizzata da un semiasse maggiore pari a 2,2646299 UA e da un'eccentricità di 0,1984665, inclinata di 6,21425° rispetto all'eclittica.